# Гречиха 'Зелёноцветковая'
Гречиха 'Зеленоцветковая'  или  'Маликовская'  — оригинальный сорт гречихи посевной с зелёными цветками, созданный сотрудником Сельскохозяйственного института г. Каменца-Подольского (УССР) Маликовым Валентином Геннадьевичем в 1986 году.

## История
Сорт был создан используя метод химического мутагенеза и отбора по крупности плода. Уникальность сорта заключается не только в оригинальном цвете, но и, что особенно ценно, — в прочной, утолщённой цветоножке. Это качество даёт возможность долгое время не осыпаться плодам созревшей гречихи. Толщина цветоножки подтверждена цитологическими срезами и механическими тестами. Крупные плоды и неосыпаемость сорта по достоинству оценены селекционерами и производителями крупяных культур. Автор сорта В. Г. Маликов.
Сорт 'Зеленоцветковая 90' выведен семейственно-групповым отбором из материала, полученного вследствие совместной обработки семян зеленоцветкового мутанта гамма-лучами и химическими мутагенами (100 Гр. +ЭМС −0,05 %; 50 Гр +ДМС −0,05 % и 50 Гр. ЭИ −0,005 %).

## Особенности
Сорт среднепозднеспелый. Вегетационный период 89—104 суток. Начинает цвести на 34—35-е сутки. Высота растений 95—115 см, узлов на стебле 9—12, в том числе 2—3 первого порядка, соцветий 14—15. Цветки и бутоны зелёные, разных оттенков, соцветия часто сложные, ветвистые. Цветение открытое и полуоткрытое. Плоды среднего размера, крылья слабо выражены, светло-коричневые с рисунком. Характеризуется толстой плодоножкой, обуславливающий высокую устойчивость к опаданию плодов, что позволяет варьировать сроками уборки и проводить её при побурении более 90 % плодов. Выдерживает перестой на корню 14—16 суток. Масса 1000 зёрен 23—28 г, выровненность 70—80 %, плёнчатость 22—23 %, выход крупы 72,8—75,9 %[прояснить], содержание белка в зерне 15—16 %, крахмала — 71—72 %, жира — 3 %.

### Технологические особенности
Потенциальная урожайность 41,4 ц/га. Сорт предназначен для возделывания в Полесских районах. Однако он может давать высокие урожаи и в условиях юго-западной лесостепи и обеспечивать сравнительно высокий выход крупы. В этих условиях сорт требует раннего срока сева: конец апреля — начало мая. В реестр сортов занесен с 1995 г.